# Nim Li Punit

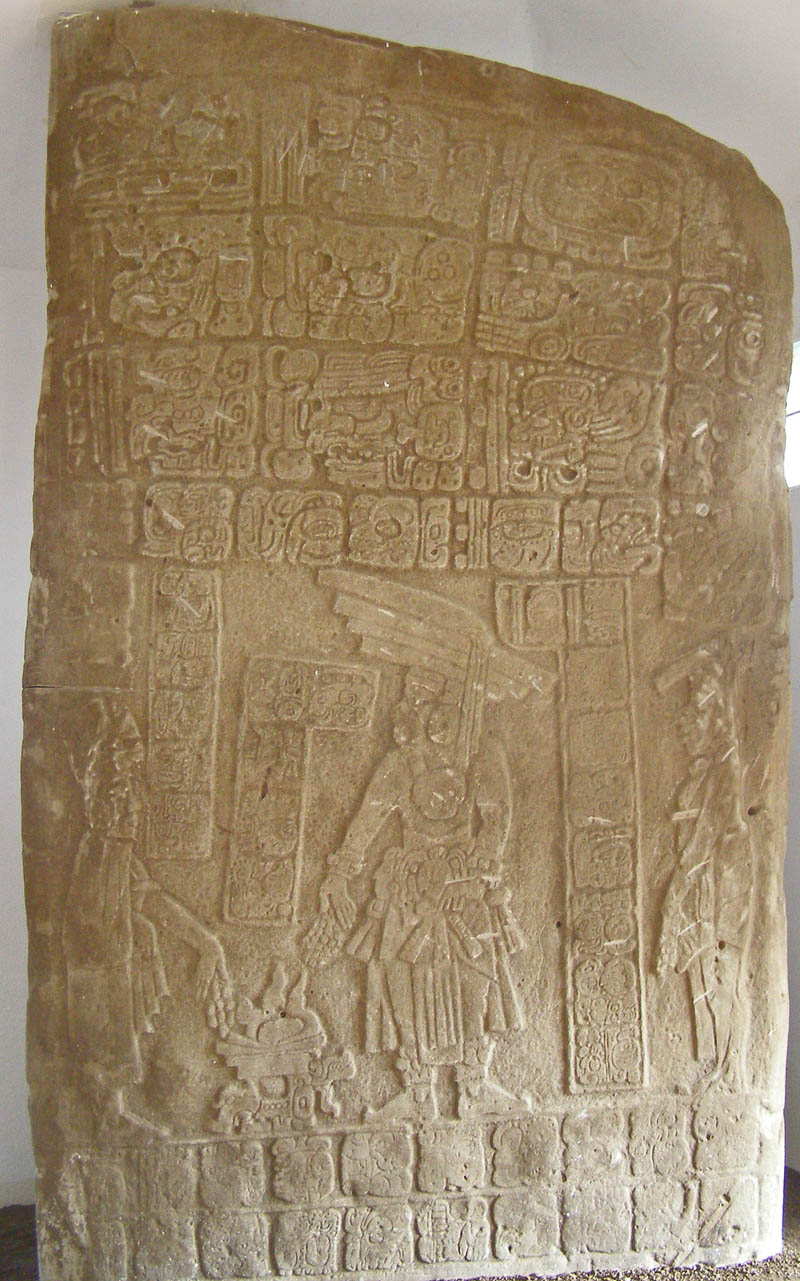
Estela de Nim Li Punit

Nim Li Punit és un jaciment arqueològic de la cultura maia, corresponent al període clàssic mesoamericà. Es localitza en el Districte de Toledo (sud de Belize), a 40 quilòmetres de la ciutat de Punta Gorda. Nim Li Punit és coneguda també com a Big Hat. El nom del lloc prové de les paraules de l'idioma kekchí per a barret gran, i es refereix a l'elaborat tocat d'una estela esculpida que es trobà al lloc, la qual representa la imatge d'un antic cacic de la ciutat.
Nim Li Punit és un jaciment mitjà l'apogeu del qual va ocórrer entre els s. V i viii de la nostra era. Abasta diverses construccions organitzades al voltant de tres places, incloent algunes plataformes piramidals esglaonades. D'aquestes, la major té una alçada de 12,2 m. El lloc també conté algunes esteles amb retrats dels antics senyors de la ciutat. Moltes se'n troben inacabades, la qual cosa suggereix la suspensió sorprenent dels treballs escultòrics. El jaciment, prop de l'autopista sud de Belize, és obert al públic.

## Geografia i geologia
Nim Li Punit se situa en un avenc dels monts Maya, serralada que recorre l'oest de Belize i l'est del Petén guatemalenc. Els monts Maya i la seua selva tropical espessa dificulten el pas pel nord i l'est del lloc, i a això cal afegir la humitat provinent de la marjal, que és una constant de les terres baixes de la costa del mar Carib. Una zona pantanosa entre els rius Sarstoon i Temash es troba al sud de Nim Li Punit. L'accés a la zona arqueològica es realitza per un camí de terrasses de dos quilòmetres de longitud a partir de l'autorpista sud de Belize.
Els sòls de l'àrea són relativament fèrtils tenint en compte la mitjana de les terres tropicals. Això explica la capacitat del sud de Belize per permetre el desenvolupament d'assentaments humans de dimensions considerables com Nim Li Punit. Als llits dels corrents d'aigua que hi ha prop del llogaret és possible trobar gres, material amb què es construïren els edificis i esteles de l'antiga ciutat maia. Els monts Maya i els seus contraforts contenen fragments de la més antiga superfície d'Amèrica central. Aquests sediments del paleozoic emergiren fa prop de 200 milions d'anys en els períodes pensilvanià i permià.